# 未来 (Drop'sの曲)
未来はDrop'sのメジャー3枚目のシングル。2015年4月22日にSTANDING THERE, ROCKS/KING RECORDSから発売された。

## 収録曲
1. 未来
JAPAN COUNTDOWN4月度エンディングテーマ
2. 恋は春色
3. Purple My Ghost
アニメ「ニンジャスレイヤー フロムアニメイシヨン」第13話エンディングテーマ
4. You've Got A Friend
キャロル・キングの楽曲のカバー